# 威廉·林克
威廉·林克（William Link，1933年12月15日—2020年12月27日），是美國著名導演、電視製作人、小說家。威廉·林克與理查·萊文遜製作了一系列膾炙人口的電視影集最為人津津樂道，兩人是高中同學，後來威廉進了賓夕法尼亞大學讀書，兩人於1971年起合力製作《哥倫布探長》，憑此劇，他們於1972年獲得黃金時段艾美獎最佳戲劇類劇集及金球獎最佳戲劇類影集，兩人又因《神探可倫坡和艾勒里昆恩電視劇》的貢獻而獲得1979年愛倫坡特別獎。1987年，老拍檔理查·萊文遜突然逝世，林克繼續其電視創作，而且投稿到各推理雜誌，包括《艾勒里·昆恩推理雜誌》等。2002年，林克獲委任為美國推理作家協會的主席，是少數能夠成為主席的電視製作人。